# Palazzo Sanvitale

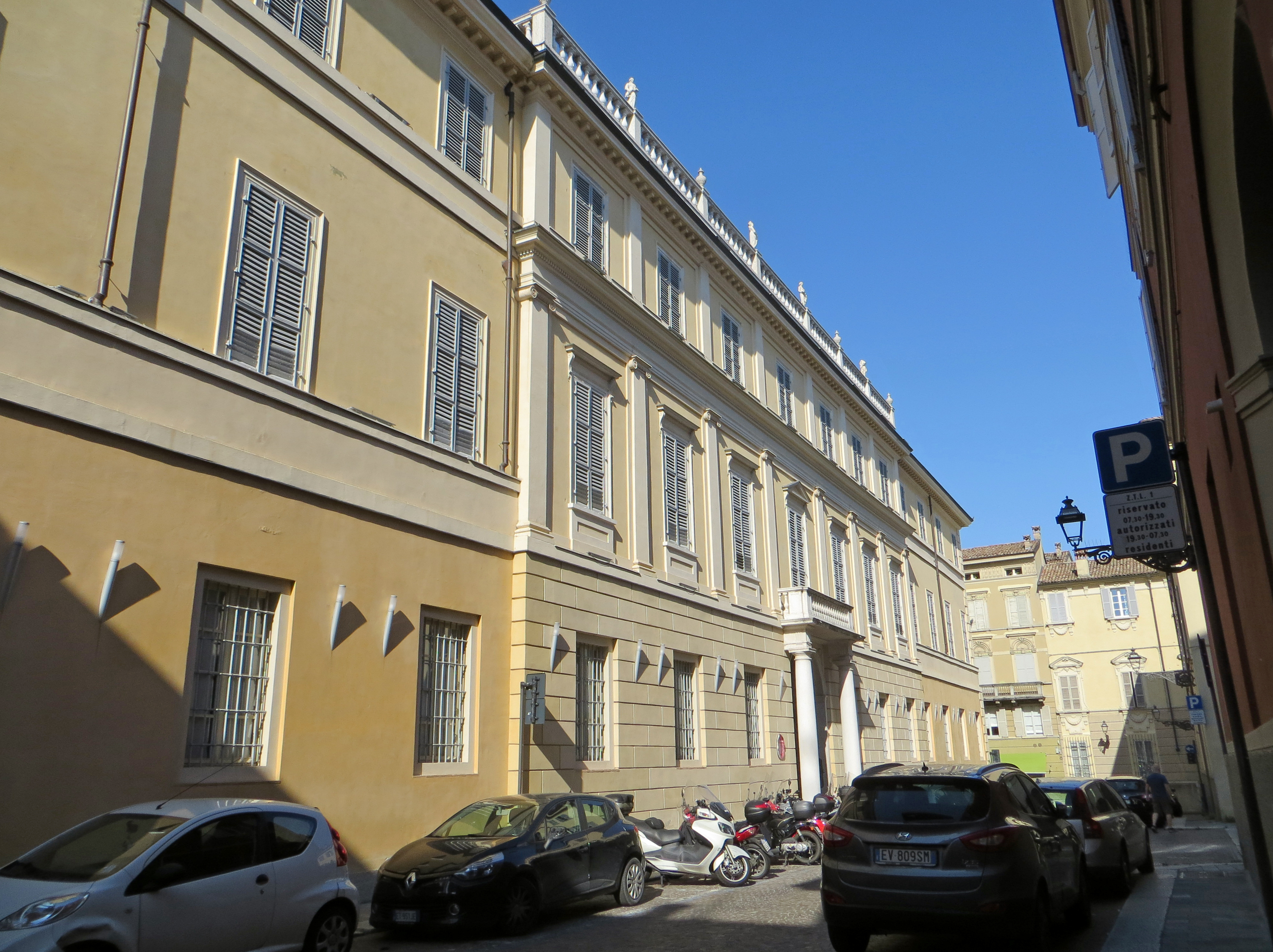
Palazzo Sanvitale in Parma – Fassade

Der  Palazzo Sanvitale ist ein klassizistischer Palast historischen Zentrum von Parma in der italienischen Region Emilia-Romagna. Er liegt am Piazzale Sanvitale 1. Bis 2015 war dort die Zentrale der Banca del Monte di Parma untergebracht, die mit der Intesa Sanpaolo fusionierte.

## Geschichte
Den ursprünglichen Palast ließ die Familie Lalatta in der ersten Hälfte des 16. Jahrhunderts errichten. Dieser entsprach der östlichen Hälfte des heutigen Gebäudes und hatte seine Hauptfassade zur Strada Cairoli.
Der Palast fiel zuerst an die Familie Prati, dann an die Familie Cesi und dann 1639 an die Sanvitales. Der Graf Alessandro II. Sanvitale hatte eine Heirat seines Sohnes Luigi mit der Erbin Lucrezia Cesi, der Tochter von Fortunato Cesi, arrangiert. Die Vereinbarung sah vor, dass der Palast in das Eigentum der Familie Sanvitale übergehen und dafür Alessandro II. für den kompletten Unterhalt von Lelia Cesi, der Brautmutter, aufkommen sollte.

Wappen der Sanvitales

Die Sanvitales schlossen im Laufe der Jahre verschiedene Nachbargebäude zusammen, darunter auch das Teatro della Racchetta, das der Herzog Ranuccio II. Farnese 1686 den Sanvitales im Tausch gegen einige Gebäude nach dem Bau des Teatro Ducale della Riserva überließ, da diese näher am Hof der Farneses lagen.
In den Jahren 1719 und 1720 ließ Alessandro II. Sanvitale die Wohnräume im ersten Obergeschoss im Hinblick auf die Heirat seines Neffen Giacomo Antonio Sanvitale mit Isabella Cenci umbauen, wozu er verschiedene Künstler der damaligen Zeit ansprach, darunter auch Pietro Abbati, Antonio del Bo’, Giuseppe Rocchetti und Giovanni Bolla.
In der zweiten Hälfte des 18. Jahrhunderts wurde der Palast nach Vorbereitung durch Domenico Cossetti unter der Leitung des Architekten Angelo Rasori vollständig umgebaut. Darüber hinaus wurde die neue Fassade an der gesamten Nordseite des heutigen Piazzale Sanvitale hochgezogen, dort der neue Eingang angebracht und ein ganzer Flügel des Palastes neu gebaut, in dem die Eingangshalle und die Ehrentreppe untergebracht wurden. Die Einweihung des neuen Palastes wurde am 8. Juli 1787 gefeiert, angelegentlich der Heirat zwischen Stefano Sanvitale, dem Erstgeborenen des Grafen Alessandro III. Sanvitale und Luigia Gonzaga.
In den folgenden Jahren wurde das Gebäude durch Stuckarbeiten bereichert, die Künstler von bekannter Bedeutung durchführten und die Zeugnis für den Reichtum der Sanvitales ablegen sollten.
In den ersten Jahren des 19. Jahrhunderts diente das imposante Gebäude illustren Gästen, die durch Parma reisten, als repräsentative Residenz. In der Nacht des 9. November 1804 schlief dort Papst Pius VII. auf seiner Reise nach Paris, wo er beiwohnte, als Napoleon Bonaparte sich selbst zum Kaiser krönte. Ebendieser Kaiser nächtigte dort vom 26. auf den 27. Juni des Folgejahres, als er aus Bologna kam. Als Vergeltung für die ihm erwiesene Gastfreundschaft schenkte Napoleon dem Grafen Stefano Sanvitale sofort eine goldene Schachtel, ernannte ihn im folgenden Jahr zum Bürgermeister von Parma und verlieh ihm 1814 den Titel eines Barons des Kaiserreichs.
Das große Teatro della Racchetta wurde um 1830 abgerissen.
1932 überließ der letzte Spross der Familie Sanvitale, der Graf Giovanni Sanvitale, den Palast dem Kloster der Figlie della Croce, die dorthin ihre Schule verlegten und dort bis 1978 blieben; dann kaufte die Banca del Monte di Parma den Palast.
In den 1979–1988 ließ die Bank größere Erhaltungs- und Restaurierungsarbeiten an dem Gebäude durchführen und machte es zu ihrem Hauptsitz.
1999 wurde in dem Palast, der auch Sitz der Fondazione Monte di Parma war, das Museo Amedeo Bocchi eingeweiht, an das sich 2014 das Museo Renato Vernizzi anschloss. Aber die Fondazione Monte di Parma blieb auch zur Miete im Gebäude, als sie nicht mehr Eigentum der Banca del Monte di Parma war, und kaufte 2015 den Palazzo della Banca d’Italia in der Strada Farini, um dorthin ihren Sitz zu verlegen.

## Beschreibung

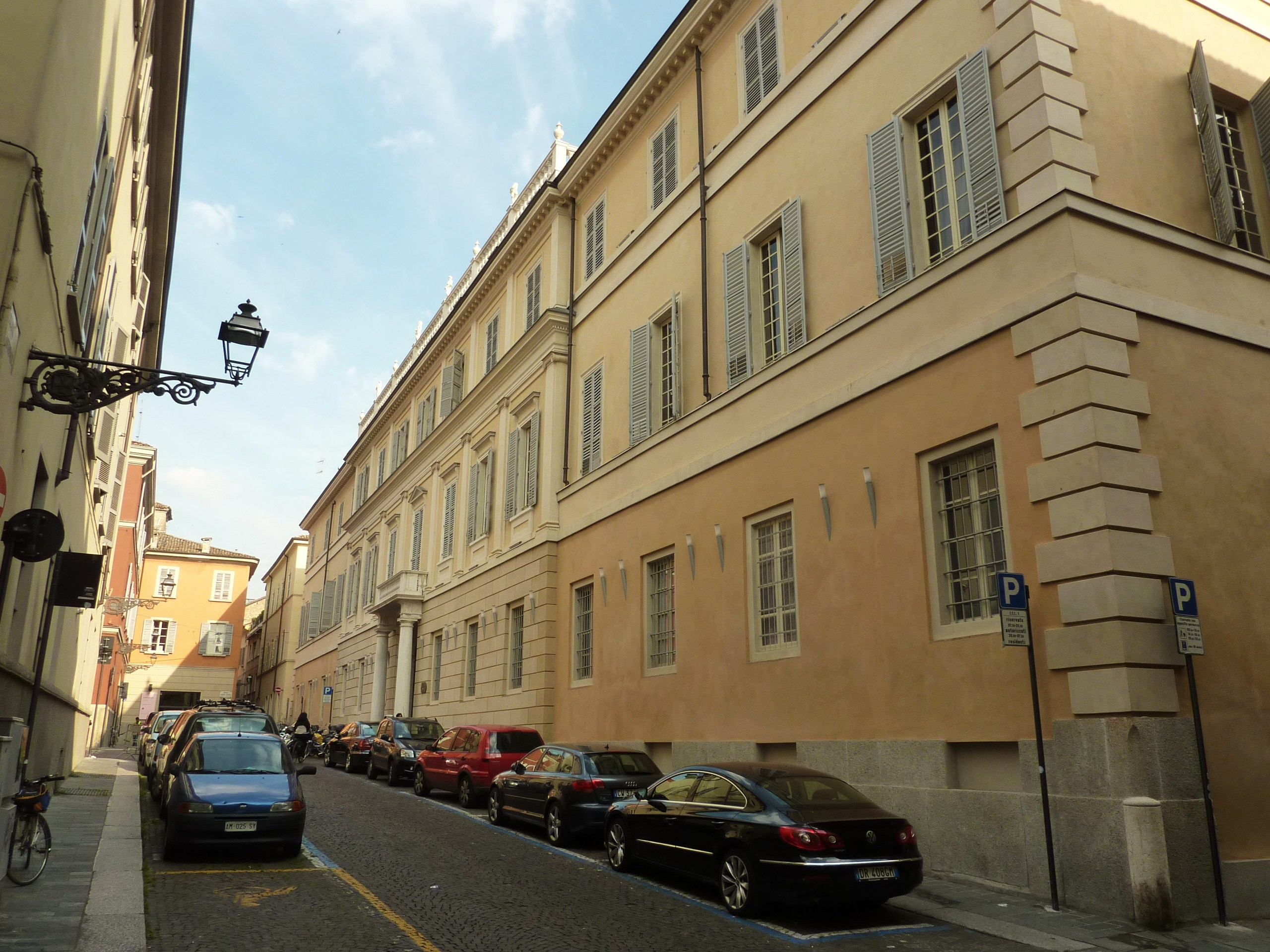
Palazzo Sanvitale von der Strada Cairoli aus

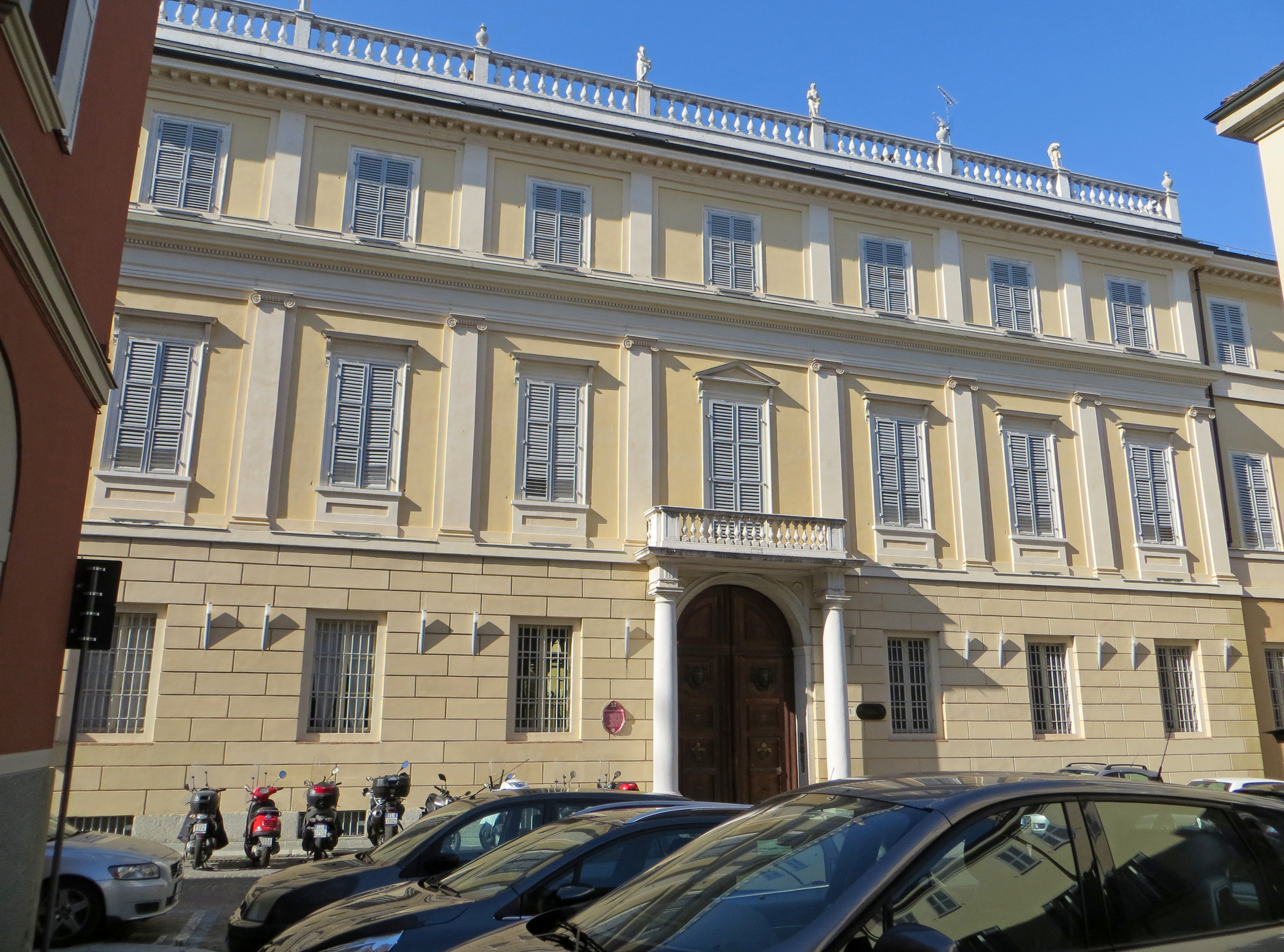
Mittelteil der Fassade

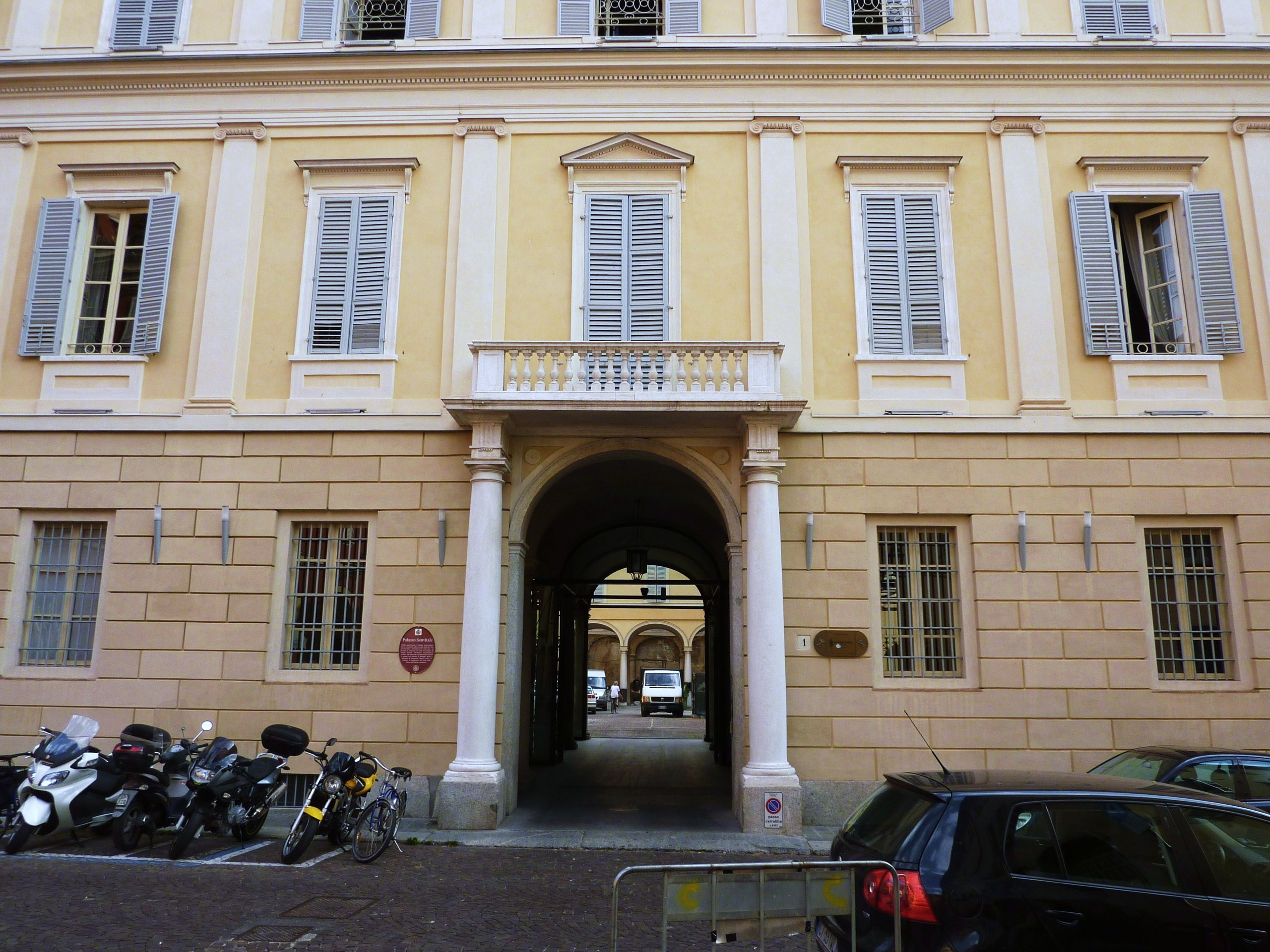
Haupteingang

Der Palast hat bemerkenswerte Dimensionen und ist um einen großen, quadratischen Innenhof herum errichtet. Weitere zwei Höfe befinden sich auf der Rückseite des Gebäudes.
Die lange Fassade im klassizistischen Stil ist symmetrisch auf drei separate Baukörper aufgeteilt. Der mittlere springt gegenüber den seitlichen leicht vor und ist im unteren Teil mit falschem Bossenwerk verkleidet, während die Fenster der beiden oberen Stockwerke in Rahmen gesetzt sind und sich mit Lisenen abwechseln, über denen im ersten Obergeschoss sich ionische Kapitelle befinden, über denen sich ein Gesims mit Gebälk erhebt. Nach oben schließt der mittlere Baukörper mit einer eleganten Balustrade ab, die mit einer Reihe von Statuen bereichert ist.
In der Mitte wird das breite Eingangsportal von zwei dorischen Marmorsäulen flankiert, die einen Balkon mit Balustrade stützen.
Das Atrium ist durch einen elegante Kolonnade gekennzeichnet, die sich zum Innenhof in der Mitte hin öffnet. In Achse mit dem Eingang liegt auf der anderen Seite des Hofes eine zweite Vorhalle, die zum ersten, rückwärtigen Innenhof führt und auf der Rückwand ein Fresko besitzt, das Luigi Ardenghi 1788 malte und später Giacomo Giacopelli wieder aufgriff.
Eine imposante Scherentreppe von 1787, die auf einer dorischen Kolonnade ruht, die mit Marmorstatuen bereichert ist, führt zum ersten Obergeschoss des Palastes.

### Säle im Erdgeschoss
Im Erdgeschoss sind an den Lünetten eines Saales entlang dem Korridor Teile der Fresken im Stile Cesare Baglionis sichtbar, die vom Ende des 16. Jahrhunderts stammen und Tende scostate che mostrano paesaggi (dt.: Abgewandte Vorhänge, die Landschaften zeigen) und Festoni di frutta e putti (dt.: Obstgirlanden und Putten) zeigen.
Die Sala del Bertoja wurde um 1564 von ‚‚Jacopo Bertoja‘‘ dekoriert, der hier das Fresko Apollo e le Muse concertanti (dt.: Apollo und die Musen im Konzert) in der Deckenmitte malte, das im Inneren eines falschen, hängenden Wandteppichs liegt.
Die Sala del Bolla e dell’Aldrovandini wurde dagegen zwischen 1719 und 1720 von Giacomo Bolla und Domenico Aldrovandini dekoriert, die hier die Affreschi allegorici della Casa Sanvitale (dt.: Allegorischen Fresken des Hauses Sanvitale) realisierten.

### Wohnräume der Eheleute

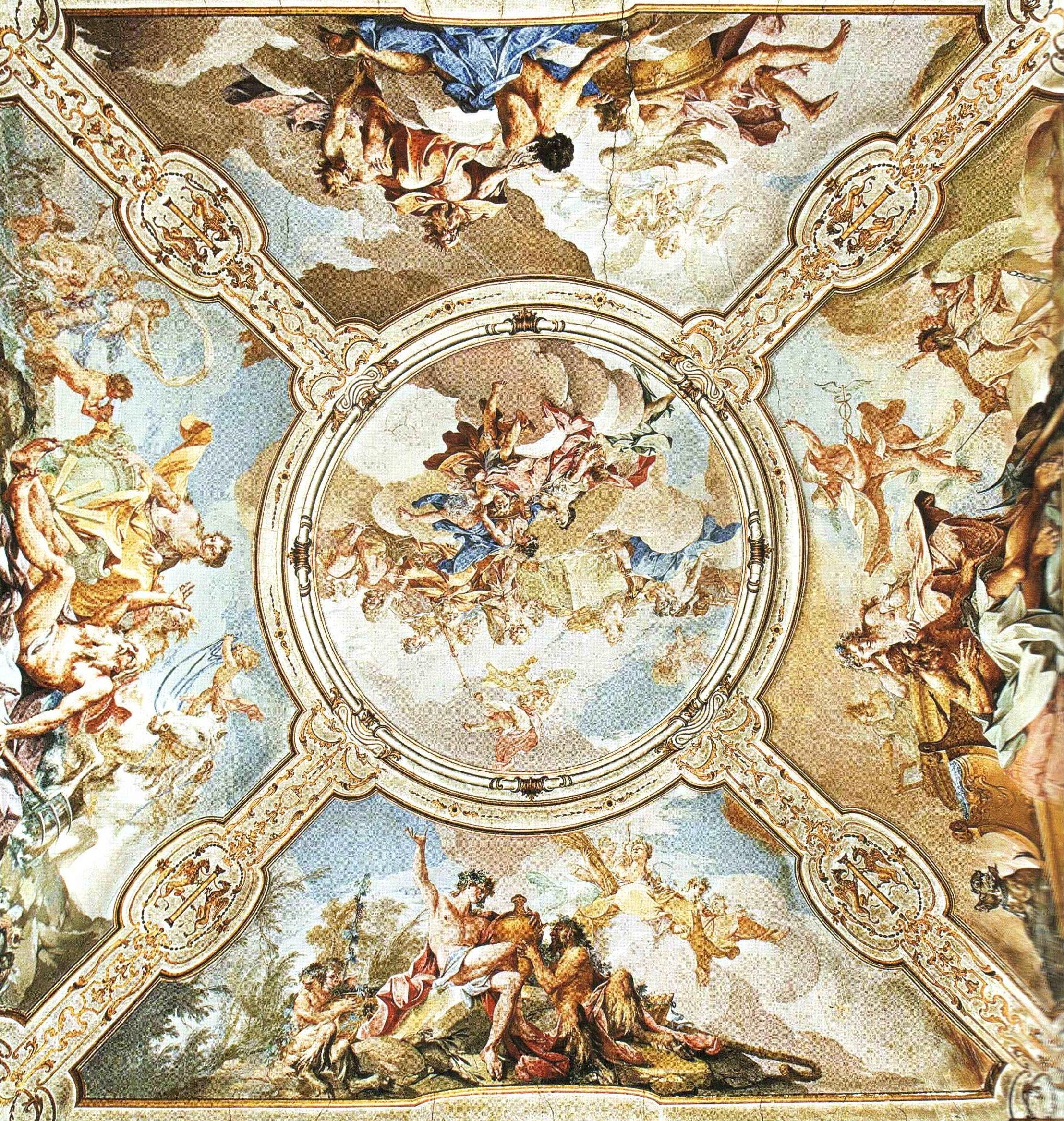
Sebastiano Galeotti: Convito per le nozze di Amore e Psiche

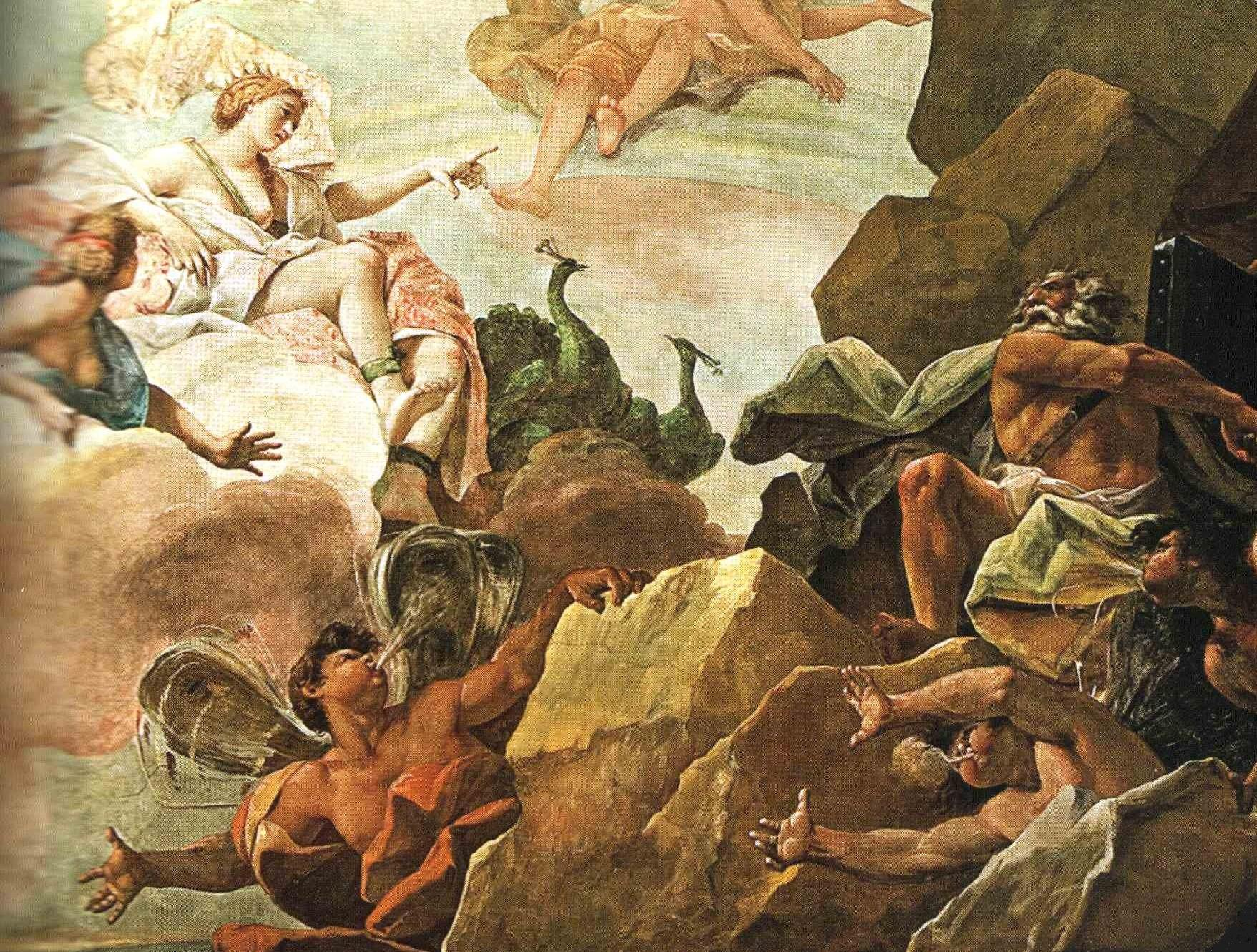
Domenico Muzzi: Giunone ordina a Eolo di liberare i Venti (Detail)

Die Räume des ersten Obergeschosses, die die Wohnräume der Eheleute darstellen, wurden in zwei unterschiedlichen Phasen dekoriert.
Die erste Reihe von Eingriffen im zweiten Jahrzehnt des 18. Jahrhunderts betraf den Ostflügel und dort insbesondere die Sala di Icaro und die Sala dello Sposalito, die zwischen den eleganten Stuckarbeiten von Sebastiano Galeotti in den Jahren von 1720 bis 1738 mit Fresken versehen wurden, die die „Allegorie des Elementes Wasser“, die „Allegorie des Elements Erde“, die „Hochzeit von Juno und Jupiter“ und den „Fall des Ikarus mit einem Paar von Satyrn“ zeigen.
Aus derselben Zeit stammen die Gemälde, auf denen die Farneses und die Sanvitales abgebildet sind und die von Giovanni Bolla in den Jahren 1719 und 1720 geschaffen wurden.

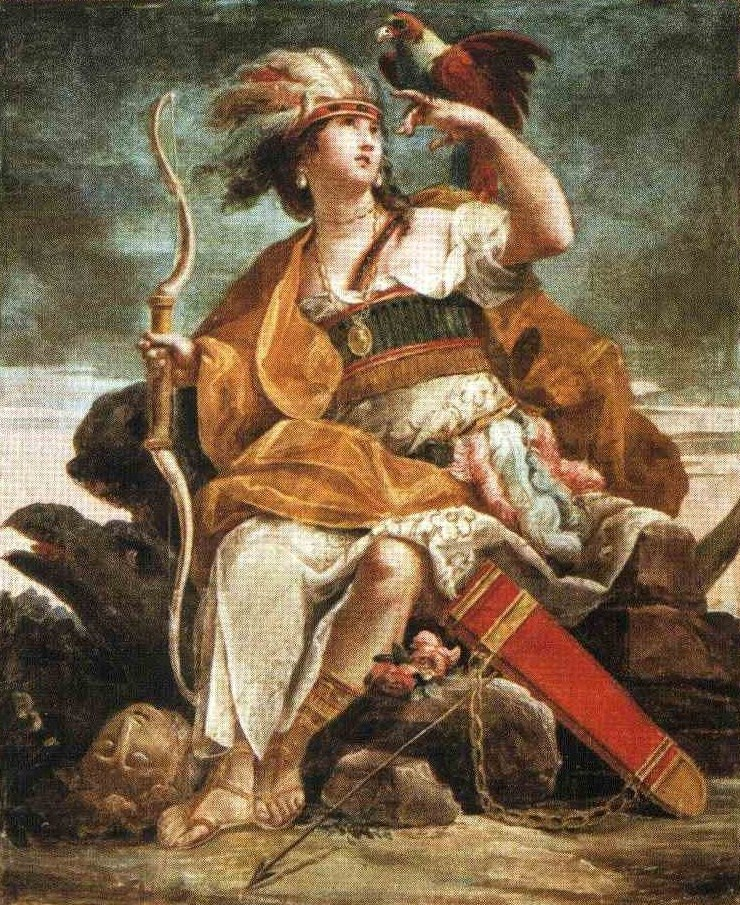
Domenico Muzzi: Allegoria dell’America

Die zweite Reihe von Dekorationen, mit denen um 1787 begonnen wurde, betrafen dagegen die Räume, die entlang der Fassade liegen. Darunter wurde der verschwenderische Salone da Ballo, der vom französischen Architekten Etienne d’Antoine projektiert wurde, von Domenico Muzzi dekoriert, der in der Mitte des Gewölbes das große Fresko des „Sonnenwagens“ malte und darüber hinaus verschiedene Medaillons der Supraporte. Die Stuckstatuen wurden von Giovanni Battista Cousinet geschaffen, während die Stuckarbeiten des Gesimses und der Wände von Antonio Rusca nach Entwürfen von Benigno Bossi ausgeführt wurden.

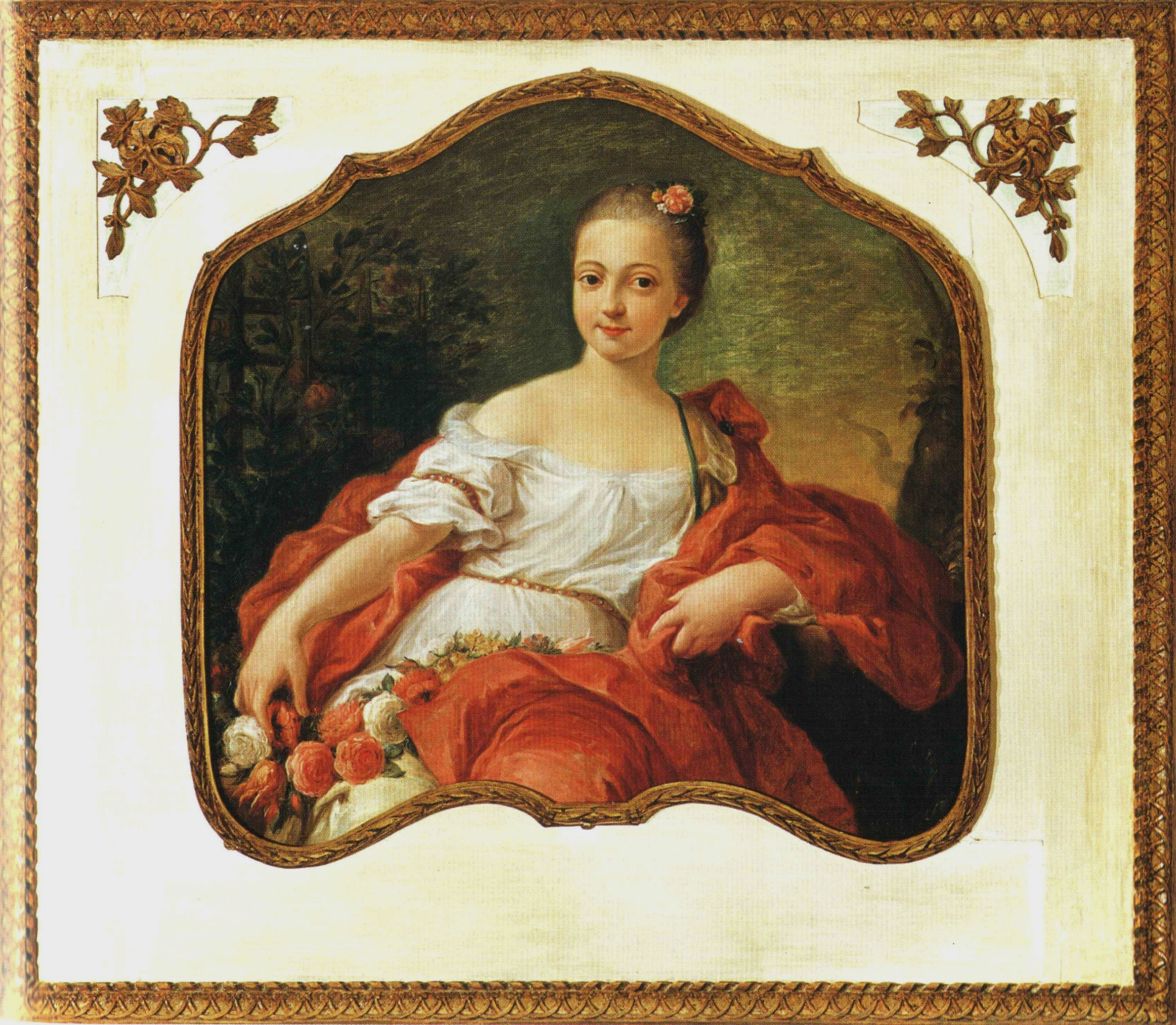
Domenico Passerini: Ritratto di fanciulla

Die Sala di Giunone ed Eolo wurde von Muzzi dekoriert, der dort das Fresko „Juno befiehlt Aiolos, die Winde zu befreien“ und die Allegorien der vier Kontinente (Europa, Afrika, Asien und Amerika) auf den Supraporten schuf.
Die Sala del Sonno (dt.: Saal des Schlafes) (auch Sala di Bacco (dt.: Saal des Bacchus) genannt) wurde ebenfalls von Domenico Muzzi bemalt, der dort die Fresken der „Allegorie des Schlafes“ auf dem Gewölbe und der „schlafenden Diana“ und der „spielenden Putten“ auf den Supraporten ausführte.
Die Sala della Musica (dt.: Saal der Musik) schließlich ist nicht nur durch das Fresko der „musizierenden Amorn“, das Muzzi auf das Gewölbe malte, gekennzeichnet, sondern auch durch das „Porträt des jungen Mädchens“, das Domenico Passerini auf der Supraporte schuf.